# Elsie (Nebraska)
Pour les articles homonymes, voir Elsie.
La ville américaine d’Elsie est située dans le comté de Perkins, dans l’État du Nebraska. Lors du recensement de 2010, sa population s’élevait à 106 habitants.

## Source
- (en) Cet article est partiellement ou en totalité issu de l’article de Wikipédia en anglais intitulé « Elsie, Nebraska » (voir la liste des auteurs).